# Dendrochilum scriptum
Dendrochilum scriptum är en orkidéart som beskrevs av Cedric Errol Carr. Dendrochilum scriptum ingår i släktet Dendrochilum och familjen orkidéer. Inga underarter finns listade i Catalogue of Life.